# Johann Gottlieb

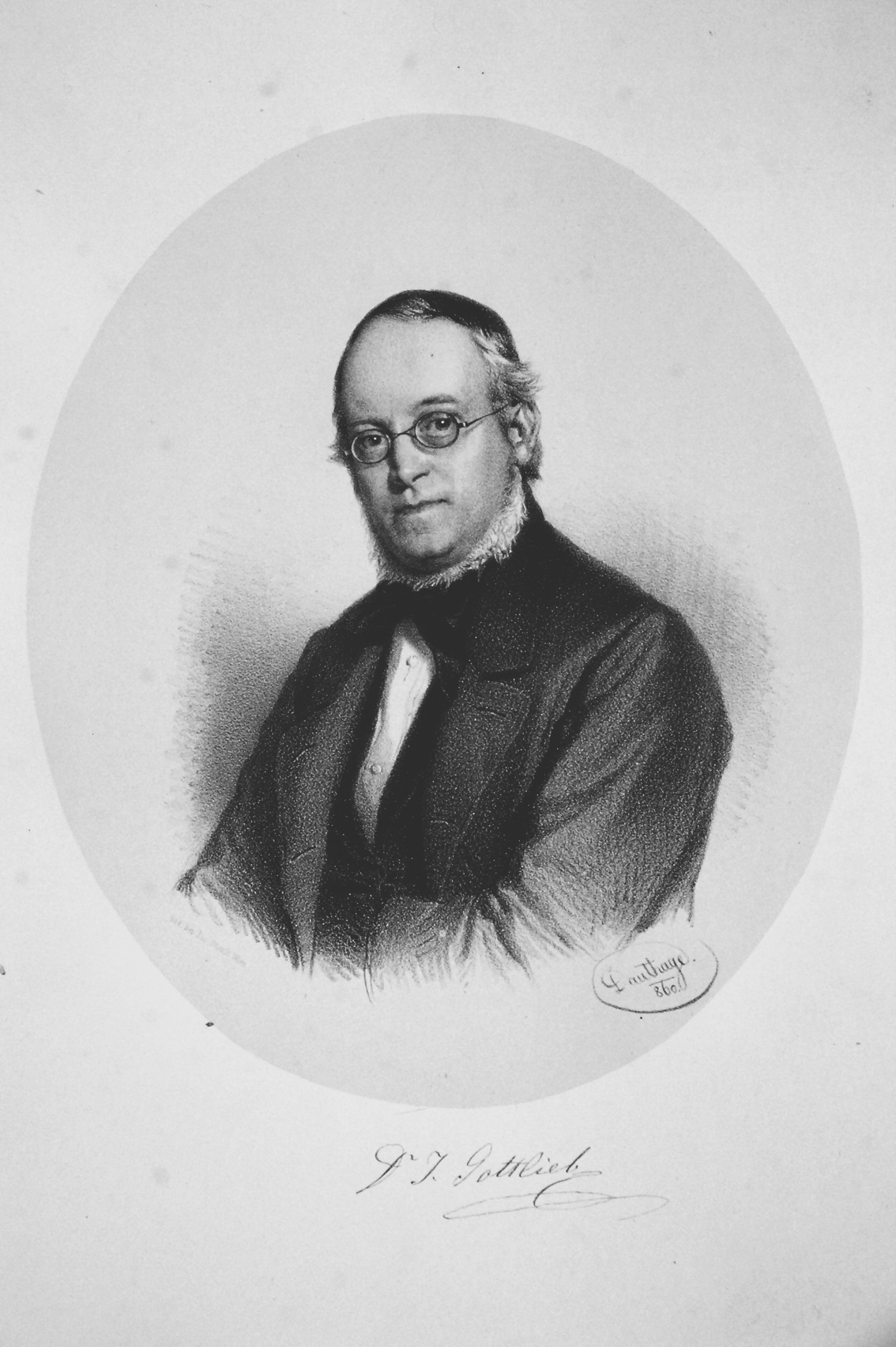
Johann Gottlieb, Lithographie (1860)

Johann Gottlieb (* 15. Februar 1815 in Brünn, Markgrafschaft Mähren, Kaisertum Österreich; † 4. März 1875 in Graz, Österreich-Ungarn) war ein mährisch-österreichischer Chemiker.

## Leben
Johann Gottlieb wurde am 15. Februar 1815 in der mährischen Stadt Brünn als Sohn des dortigen Landschaftsapothekers geboren. Gottlieb studierte Pharmazie und später Chemie an den Universitäten Wien (unter Professor Adolf Martin Pleischl) und Prag. 1841 legte Gottlieb an der Universität Wien seine Dissertationsschrift vor. Die Entscheidung Gottliebs, eine wissenschaftliche Karriere einzuschlagen, zog den Verlust der (finanziellen) Zuwendung seines Vaters nach sich. Nach vollendetem Studium trat Johann Gottlieb als Assistent Josef Redtenbachers, dessen Schüler er zuvor war, in Erscheinung und war daraufhin Privatdozent in Prag.
Am Joanneum in Graz wurde der Lehrstuhl von Anton Schrötter nach dessen Berufung an die TU Wien in jeweils einen Lehrstuhl für Physik und einen für Chemie geteilt. 1846 wurde Johann Gottlieb als Professor für allgemeine und technische Chemie auf diesen neuen Lehrstuhl für Chemie berufen. Die Reorganisation des Labors sowie die Arbeit an Lehrbüchern hatten eine geringere wissenschaftliche Publikationstätigkeit zur Folge. 1848 gehörte Gottlieb zudem dem steiermärkischen Landtag als gemäßigt liberales Mitglied an. In der Reorganisation des Labors hielt sich Gottlieb an Justus von Liebigs Vorstellungen zum experimentellen Chemieunterricht, die in den Universitäten und Hochschulen des Kaisertums Österreich in den 1840er Jahren Verbreitung fanden.
In den letzten Monaten vor seinem Tod fungierte Johann Gottlieb zudem als Rektor des Joanneums, nachdem er knapp 30 Jahre lang die Lehrkanzel für Analytische Allgemeine Chemie geführt hatte, und bereits von 1867 bis 1868 als Direktor der damals noch als Steiermärkische landschaftliche Technische Hochschule bezeichneten Universität in Erscheinung getreten war. Nach dem Tod von Franz Hruschauer im Jahre 1858 wollte die philosophische Fakultät Gottlieb zum Nachfolger Hruschauers als Leiter der dortigen Lehrkanzel für Chemie machen. Gottlieb, der am Joanneum unter bedeutend günstigeren Bedingungen tätig war, stellte jedoch derartige Bedingungen, dass es zu keiner offiziellen Berufung kam.
Gottlieb trug während seiner Amtszeit als Rektor in hohem Ausmaß zur erfolgreichen Reorganisation des Joanneums bei, als dieses 1874 vom Staat übernommen und zur „Kaiserlich-königlichen Technischen Hochschule in Graz“ (k.k. Technischen Hochschule) umgewandelt wurde. Am 3. März 1875 brach Johann Gottlieb während seiner Amtszeit als Rektor in seinem Büro zusammen und verstarb einen Tag später infolge eines Schlaganfalls. Gottlieb war mit Gertrude Mathe verheiratet und Vater von sechs Kindern. Sein 1861 geborener Sohn Heinrich Suso Johannes Gottlieb wurde unter dem Namen Heinrich G. Noren als Komponist bekannt.

## Wissenschaftliche Verdienste
Verdient gemacht hatte sich Gottlieb unter anderem durch die Entdeckung diverser Säuren. So entdeckte er im Jahre 1844 bei der Reaktion von Kohlenhydraten mit geschmolzenen Alkalimetallhydroxiden die Propionsäure und ihre Salze. Der Begriff Propionsäure wurde erst rund drei Jahre später durch den französischen Chemiker Jean-Baptiste Dumas vergeben. Gottlieb bezeichnete sie zu diesem Zeitpunkt noch als Methacetonsäure. Des Weiteren entdeckte Gottlieb die Mesaconsäure und gab eine ausführliche Beschreibung der Darstellung und Zusammensetzung der von Eugène Chevreul entdeckten Ölsäure, die von Gottlieb zum ersten Mal rein dargestellt wurde.
Einige der wissenschaftlichen Erkenntnisse Gottliebs zu den Fettsäuren und insbesondere den Schmelzpunkten wurden von Wilhelm Heinrich Heintz umfangreich weiterentwickelt.
1850 beschrieb und benannte Johann Gottlieb erstmals Paramylon. Diese Arbeit beruhte auf seinem interdisziplinären wissenschaftlichen Austausch mit Ludwig Karl Schmarda während Schmardas Grazer Zeit.
Gottlieb machte sich zudem als Lehrbuchautor einen Namen und sein Vollständiges Taschenbuch der Chemischen Technologie (1852) galt als das erste seiner Art im deutschen Raum. Sein Leitfaden der qualitativen Analyse (1869) ist einer der seltenen zeitgenössischen Berichte über den universitären Unterricht und Laborbetrieb.
Außerdem analysierte Gottlieb zahlreiche Mineralquellen in der Steiermark.
Johann Gottlieb regte Leopold von Pebal, seinen späteren Assistenten, zum Studium der Naturwissenschaften und Chemie an.

## Auszeichnungen
- Mitglied der Österreichischen Akademie der Wissenschaften, Wien (seit 1856)[7]
- Franz-Joseph-Orden, (Ritterkreuz, 1870)[14]
- Ehrenmitglied des deutschen Apothekervereins[3]

## Veröffentlichungen (Auswahl)
- Taschenbuch der chemischen Technologie. 1852.
- Lehrbuch der reinen und angewandten Chemie zum Gebrauch an Realschulen. 1853.
- Polizeilich chemische Skizzen. 1853.
- Lehrbuch der pharmazeutischen Chemie. 185.
- Kurze Anleitung zur qualitativen chemischen Analyse. 1866.
- diverse Publikationen in Fachzeitschriften und Fachblättern